# Lista di asteroidi (651001-652000)
Di seguito una lista di asteroidi dal numero 651001  al 652000 con data di scoperta e scopritore.

## 651001–651100
| Nome   | Designazione provvisoria | Data di scoperta  | Scopritore                   |
| ------ | ------------------------ | ----------------- | ---------------------------- |
| 651001 | 2012 UW184               | 19 ottobre 2012   | L. Elenin                    |
| 651002 | 2012 UG185               | 28 ottobre 2005   | Spacewatch                   |
| 651003 | 2012 UP185               | 19 settembre 1973 | T. Gehrels                   |
| 651004 | 2012 UT185               | 21 ottobre 2012   | Pan-STARRS                   |
| 651005 | 2012 UC188               | 16 ottobre 2012   | Mount Lemmon Survey          |
| 651006 | 2012 UM188               | 19 ottobre 2012   | Pan-STARRS                   |
| 651007 | 2012 UC194               | 22 ottobre 2012   | Mount Lemmon Survey          |
| 651008 | 2012 UJ194               | 23 ottobre 2012   | Pan-STARRS                   |
| 651009 | 2012 UY198               | 17 ottobre 2012   | Mount Lemmon Survey          |
| 651010 | 2012 UZ205               | 1 dicembre 2016   | Mount Lemmon Survey          |
| 651011 | 2012 UU210               | 17 ottobre 2012   | Mount Lemmon Survey          |
| 651012 | 2012 UX210               | 18 ottobre 2012   | Pan-STARRS                   |
| 651013 | 2012 UU211               | 16 ottobre 2012   | Mount Lemmon Survey          |
| 651014 | 2012 UZ211               | 18 ottobre 2012   | Pan-STARRS                   |
| 651015 | 2012 UP212               | 21 ottobre 2012   | Pan-STARRS                   |
| 651016 | 2012 UQ212               | 18 ottobre 2012   | Pan-STARRS                   |
| 651017 | 2012 UV212               | 22 ottobre 2012   | Pan-STARRS                   |
| 651018 | 2012 UY212               | 17 ottobre 2012   | Pan-STARRS                   |
| 651019 | 2012 UZ212               | 19 ottobre 2012   | Pan-STARRS                   |
| 651020 | 2012 UQ213               | 16 ottobre 2012   | Mount Lemmon Survey          |
| 651021 | 2012 UF214               | 18 ottobre 2012   | Pan-STARRS                   |
| 651022 | 2012 UP215               | 11 ottobre 2012   | Pan-STARRS                   |
| 651023 | 2012 UC216               | 27 ottobre 2012   | Mount Lemmon Survey          |
| 651024 | 2012 UO216               | 19 ottobre 2012   | Pan-STARRS                   |
| 651025 | 2012 UH219               | 18 ottobre 2012   | Pan-STARRS                   |
| 651026 | 2012 UL226               | 18 ottobre 2012   | Pan-STARRS                   |
| 651027 | 2012 UU227               | 20 ottobre 2012   | Mount Lemmon Survey          |
| 651028 | 2012 UZ227               | 17 ottobre 2012   | Pan-STARRS                   |
| 651029 | 2012 UQ228               | 18 ottobre 2012   | Pan-STARRS                   |
| 651030 | 2012 UV229               | 20 ottobre 2012   | Pan-STARRS                   |
| 651031 | 2012 UR231               | 25 aprile 2003    | Spacewatch                   |
| 651032 | 2012 UO232               | 22 ottobre 2012   | Mount Lemmon Survey          |
| 651033 | 2012 UX232               | 20 ottobre 2012   | Mount Lemmon Survey          |
| 651034 | 2012 UO233               | 17 ottobre 2012   | Pan-STARRS                   |
| 651035 | 2012 UA234               | 23 ottobre 2012   | Mount Lemmon Survey          |
| 651036 | 2012 UC238               | 21 ottobre 2012   | Pan-STARRS                   |
| 651037 | 2012 UZ238               | 20 ottobre 2012   | Mount Lemmon Survey          |
| 651038 | 2012 UM241               | 4 dicembre 2007   | Mount Lemmon Survey          |
| 651039 | 2012 UN241               | 19 ottobre 2012   | Mount Lemmon Survey          |
| 651040 | 2012 UM242               | 21 ottobre 2012   | Spacewatch                   |
| 651041 | 2012 US246               | 17 ottobre 2012   | Mount Lemmon Survey          |
| 651042 | 2012 UK247               | 22 ottobre 2012   | Pan-STARRS                   |
| 651043 | 2012 UW249               | 18 ottobre 2012   | Pan-STARRS                   |
| 651044 | 2012 UP250               | 19 ottobre 2012   | Pan-STARRS                   |
| 651045 | 2012 VG                  | 26 ottobre 2012   | Mount Lemmon Survey          |
| 651046 | 2012 VX                  | 8 aprile 2003     | Spacewatch                   |
| 651047 | 2012 VM1                 | 2 novembre 2012   | Pan-STARRS                   |
| 651048 | 2012 VT1                 | 2 novembre 2012   | Pan-STARRS                   |
| 651049 | 2012 VF2                 | 27 febbraio 2008  | Osservatorio Jarnac          |
| 651050 | 2012 VT2                 | 19 agosto 2001    | Cerro Tololo Obs.            |
| 651051 | 2012 VK7                 | 10 marzo 2011     | Spacewatch                   |
| 651052 | 2012 VJ8                 | 20 ottobre 2012   | Spacewatch                   |
| 651053 | 2012 VL8                 | 19 settembre 2012 | Mount Lemmon Survey          |
| 651054 | 2012 VO8                 | 9 ottobre 2007    | Mount Lemmon Survey          |
| 651055 | 2012 VP8                 | 3 novembre 2012   | Mount Lemmon Survey          |
| 651056 | 2012 VZ11                | 16 settembre 2012 | Mount Lemmon Survey          |
| 651057 | 2012 VL15                | 26 ottobre 2012   | Mount Lemmon Survey          |
| 651058 | 2012 VG16                | 25 settembre 2003 | NEAT                         |
| 651059 | 2012 VJ18                | 8 dicembre 2005   | Spacewatch                   |
| 651060 | 2012 VK22                | 7 novembre 2007   | Spacewatch                   |
| 651061 | 2012 VV24                | 8 ottobre 2012    | Spacewatch                   |
| 651062 | 2012 VM26                | 15 marzo 2009     | Mount Lemmon Survey          |
| 651063 | 2012 VE27                | 16 settembre 2012 | Mount Lemmon Survey          |
| 651064 | 2012 VQ28                | 22 ottobre 2012   | Spacewatch                   |
| 651065 | 2012 VN29                | 21 settembre 2012 | Mount Lemmon Survey          |
| 651066 | 2012 VQ31                | 5 novembre 2012   | Pan-STARRS                   |
| 651067 | 2012 VC32                | 10 aprile 2005    | Kitt Peak Obs.               |
| 651068 | 2012 VG33                | 17 ottobre 2012   | Mount Lemmon Survey          |
| 651069 | 2012 VM34                | 27 gennaio 2006   | Mount Lemmon Survey          |
| 651070 | 2012 VT34                | 17 febbraio 2004  | C. Barbieri                  |
| 651071 | 2012 VA43                | 18 ottobre 2001   | NEAT                         |
| 651072 | 2012 VE43                | 6 novembre 2012   | Mount Lemmon Survey          |
| 651073 | 2012 VW45                | 20 dicembre 2007  | Spacewatch                   |
| 651074 | 2012 VC49                | 15 settembre 2007 | Spacewatch                   |
| 651075 | 2012 VZ51                | 6 novembre 2012   | Spacewatch                   |
| 651076 | 2012 VL52                | 14 maggio 2005    | Mount Lemmon Survey          |
| 651077 | 2012 VK54                | 6 novembre 2012   | Mount Lemmon Survey          |
| 651078 | 2012 VT54                | 23 settembre 2012 | Mount Lemmon Survey          |
| 651079 | 2012 VK55                | 6 novembre 2012   | Mount Lemmon Survey          |
| 651080 | 2012 VS55                | 6 novembre 2012   | Mount Lemmon Survey          |
| 651081 | 2012 VU55                | 27 agosto 2005    | NEAT                         |
| 651082 | 2012 VJ58                | 21 ottobre 2012   | Pan-STARRS                   |
| 651083 | 2012 VZ59                | 21 ottobre 2012   | Pan-STARRS                   |
| 651084 | 2012 VR61                | 17 settembre 1995 | Spacewatch                   |
| 651085 | 2012 VZ61                | 21 ottobre 2012   | Pan-STARRS                   |
| 651086 | 2012 VY62                | 17 settembre 2006 | Spacewatch                   |
| 651087 | 2012 VZ62                | 12 novembre 2012  | Mount Lemmon Survey          |
| 651088 | 2012 VQ65                | 25 ottobre 2005   | Mount Lemmon Survey          |
| 651089 | 2012 VV65                | 7 novembre 2012   | Spacewatch                   |
| 651090 | 2012 VO67                | 19 ottobre 1995   | Spacewatch                   |
| 651091 | 2012 VY67                | 20 ottobre 2012   | Spacewatch                   |
| 651092 | 2012 VZ67                | 29 settembre 2003 | Spacewatch                   |
| 651093 | 2012 VH68                | 4 luglio 2005     | NEAT                         |
| 651094 | 2012 VF69                | 21 ottobre 2012   | M. Schwartz, P. R. Holvorcem |
| 651095 | 2012 VL69                | 17 ottobre 2012   | Mount Lemmon Survey          |
| 651096 | 2012 VW70                | 12 novembre 2007  | Mount Lemmon Survey          |
| 651097 | 2012 VE74                | 15 ottobre 2012   | T. Vorobjov, A. Kostin       |
| 651098 | 2012 VF79                | 19 agosto 2006    | Spacewatch                   |
| 651099 | 2012 VU79                | 21 ottobre 2012   | Pan-STARRS                   |
| 651100 | 2012 VM80                | 8 novembre 2007   | Spacewatch                   |

## 651101–651200
| Nome   | Designazione provvisoria | Data di scoperta  | Scopritore                   |
| ------ | ------------------------ | ----------------- | ---------------------------- |
| 651101 | 2012 VP80                | 23 settembre 2008 | Mount Lemmon Survey          |
| 651102 | 2012 VL83                | 4 novembre 2012   | Mount Lemmon Survey          |
| 651103 | 2012 VY85                | 14 novembre 2012  | V. Gerke                     |
| 651104 | 2012 VY87                | 14 novembre 2012  | R. P. Boyle, V. Laugalys     |
| 651105 | 2012 VS88                | 1 novembre 2007   | Spacewatch                   |
| 651106 | 2012 VH89                | 21 ottobre 2012   | Pan-STARRS                   |
| 651107 | 2012 VM89                | 21 ottobre 2012   | Pan-STARRS                   |
| 651108 | 2012 VZ90                | 7 ottobre 2008    | Spacewatch                   |
| 651109 | 2012 VC92                | 26 ottobre 2012   | Mount Lemmon Survey          |
| 651110 | 2012 VR94                | 13 novembre 2012  | Mount Lemmon Survey          |
| 651111 | 2012 VC98                | 11 novembre 2001  | P. Pravec, P. Kušnirák       |
| 651112 | 2012 VP101               | 20 novembre 2001  | LINEAR                       |
| 651113 | 2012 VR103               | 22 ottobre 2012   | Spacewatch                   |
| 651114 | 2012 VY103               | 7 novembre 2012   | Pan-STARRS                   |
| 651115 | 2012 VF105               | 26 settembre 2001 | LINEAR                       |
| 651116 | 2012 VT106               | 14 ottobre 2012   | Spacewatch                   |
| 651117 | 2012 VJ108               | 21 ottobre 2012   | Pan-STARRS                   |
| 651118 | 2012 VA109               | 22 ottobre 2012   | Pan-STARRS                   |
| 651119 | 2012 VK109               | 13 novembre 2012  | Mount Lemmon Survey          |
| 651120 | 2012 VD110               | 22 ottobre 2012   | CSS                          |
| 651121 | 2012 VC111               | 17 ottobre 2012   | Mount Lemmon Survey          |
| 651122 | 2012 VC112               | 30 dicembre 2007  | Mount Lemmon Survey          |
| 651123 | 2012 VX114               | 7 novembre 2012   | Spacewatch                   |
| 651124 | 2012 VX115               | 7 novembre 2012   | Mount Lemmon Survey          |
| 651125 | 2012 VL116               | 22 agosto 2017    | Pan-STARRS                   |
| 651126 | 2012 VN117               | 7 novembre 2012   | M. Schwartz, P. R. Holvorcem |
| 651127 | 2012 VJ118               | 1 dicembre 2014   | Pan-STARRS                   |
| 651128 | 2012 VK118               | 9 ottobre 2007    | Mount Lemmon Survey          |
| 651129 | 2012 VR118               | 21 agosto 2006    | Spacewatch                   |
| 651130 | 2012 VS119               | 25 marzo 2015     | Mount Lemmon Survey          |
| 651131 | 2012 VB120               | 15 novembre 2012  | Mount Lemmon Survey          |
| 651132 | 2012 VU120               | 6 novembre 2012   | Mount Lemmon Survey          |
| 651133 | 2012 VB122               | 6 novembre 2012   | Spacewatch                   |
| 651134 | 2012 VR123               | 8 novembre 2012   | Pan-STARRS                   |
| 651135 | 2012 VF125               | 6 settembre 2017  | Pan-STARRS                   |
| 651136 | 2012 VN127               | 13 novembre 2012  | Mount Lemmon Survey          |
| 651137 | 2012 VF128               | 4 novembre 2012   | Spacewatch                   |
| 651138 | 2012 VF129               | 5 novembre 2012   | Spacewatch                   |
| 651139 | 2012 VJ131               | 7 novembre 2012   | Mount Lemmon Survey          |
| 651140 | 2012 VW133               | 9 aprile 2010     | Spacewatch                   |
| 651141 | 2012 VO142               | 6 novembre 2012   | Mount Lemmon Survey          |
| 651142 | 2012 WF2                 | 17 novembre 2012  | Mount Lemmon Survey          |
| 651143 | 2012 WT3                 | 6 novembre 2012   | M. Schwartz, P. R. Holvorcem |
| 651144 | 2012 WA5                 | 10 novembre 2004  | Spacewatch                   |
| 651145 | 2012 WG6                 | 5 novembre 2012   | Spacewatch                   |
| 651146 | 2012 WM6                 | 17 novembre 2012  | Spacewatch                   |
| 651147 | 2012 WR7                 | 14 ottobre 2012   | Spacewatch                   |
| 651148 | 2012 WM9                 | 17 ottobre 2003   | SDSS Collaboration           |
| 651149 | 2012 WW11                | 19 novembre 2012  | Spacewatch                   |
| 651150 | 2012 WV12                | 10 aprile 2010    | Mount Lemmon Survey          |
| 651151 | 2012 WC16                | 20 novembre 2012  | Mount Lemmon Survey          |
| 651152 | 2012 WK16                | 14 novembre 2012  | Spacewatch                   |
| 651153 | 2012 WN17                | 3 novembre 2012   | Pan-STARRS                   |
| 651154 | 2012 WW18                | 20 novembre 2007  | Spacewatch                   |
| 651155 | 2012 WO29                | 23 novembre 2012  | Spacewatch                   |
| 651156 | 2012 WK30                | 7 novembre 2012   | Pan-STARRS                   |
| 651157 | 2012 WY30                | 7 novembre 2012   | Pan-STARRS                   |
| 651158 | 2012 WA31                | 17 novembre 2012  | Mount Lemmon Survey          |
| 651159 | 2012 WG31                | 17 novembre 2012  | Mount Lemmon Survey          |
| 651160 | 2012 WH35                | 25 novembre 2012  | M. Schwartz, P. R. Holvorcem |
| 651161 | 2012 WA37                | 23 novembre 2012  | Spacewatch                   |
| 651162 | 2012 WJ38                | 4 febbraio 2003   | C. Barbieri                  |
| 651163 | 2012 WA39                | 19 novembre 2012  | Spacewatch                   |
| 651164 | 2012 WB39                | 19 novembre 2012  | Spacewatch                   |
| 651165 | 2012 WN40                | 22 novembre 2012  | Spacewatch                   |
| 651166 | 2012 WU40                | 22 novembre 2012  | Spacewatch                   |
| 651167 | 2012 WV40                | 23 novembre 2012  | Spacewatch                   |
| 651168 | 2012 WZ41                | 24 novembre 2012  | R. P. Boyle, V. Laugalys     |
| 651169 | 2012 WX42                | 23 novembre 2012  | Spacewatch                   |
| 651170 | 2012 WZ42                | 24 novembre 2012  | Spacewatch                   |
| 651171 | 2012 XN                  | 4 giugno 2010     | M. Schwartz, P. R. Holvorcem |
| 651172 | 2012 XL3                 | 3 dicembre 2012   | Mount Lemmon Survey          |
| 651173 | 2012 XV3                 | 3 dicembre 2012   | Mount Lemmon Survey          |
| 651174 | 2012 XY7                 | 31 dicembre 2008  | Mount Lemmon Survey          |
| 651175 | 2012 XU8                 | 7 marzo 2003      | Kitt Peak Obs.               |
| 651176 | 2012 XY8                 | 23 novembre 2012  | Spacewatch                   |
| 651177 | 2012 XR9                 | 22 ottobre 2012   | Pan-STARRS                   |
| 651178 | 2012 XJ12                | 28 settembre 2008 | CSS                          |
| 651179 | 2012 XP12                | 14 novembre 2012  | Mount Lemmon Survey          |
| 651180 | 2012 XS12                | 14 novembre 2012  | Mount Lemmon Survey          |
| 651181 | 2012 XR13                | 5 dicembre 2012   | Mount Lemmon Survey          |
| 651182 | 2012 XH15                | 5 dicembre 2012   | Mount Lemmon Survey          |
| 651183 | 2012 XN15                | 5 dicembre 2012   | Mount Lemmon Survey          |
| 651184 | 2012 XA17                | 7 dicembre 2012   | Pan-STARRS                   |
| 651185 | 2012 XP21                | 22 novembre 2012  | Spacewatch                   |
| 651186 | 2012 XZ21                | 11 gennaio 2008   | Spacewatch                   |
| 651187 | 2012 XR22                | 2 dicembre 2012   | Mount Lemmon Survey          |
| 651188 | 2012 XC24                | 3 dicembre 2012   | Mount Lemmon Survey          |
| 651189 | 2012 XH25                | 13 ottobre 2006   | Spacewatch                   |
| 651190 | 2012 XE26                | 3 dicembre 2012   | Mount Lemmon Survey          |
| 651191 | 2012 XM26                | 5 dicembre 2007   | Spacewatch                   |
| 651192 | 2012 XD28                | 7 novembre 2012   | Mount Lemmon Survey          |
| 651193 | 2012 XE28                | 28 luglio 2011    | Pan-STARRS                   |
| 651194 | 2012 XD31                | 3 ottobre 2006    | Mount Lemmon Survey          |
| 651195 | 2012 XL31                | 30 agosto 2011    | Pan-STARRS                   |
| 651196 | 2012 XZ32                | 3 dicembre 2012   | Mount Lemmon Survey          |
| 651197 | 2012 XC34                | 3 dicembre 2012   | Mount Lemmon Survey          |
| 651198 | 2012 XN34                | 20 ottobre 2012   | M. Schwartz, P. R. Holvorcem |
| 651199 | 2012 XO38                | 26 settembre 2003 | SDSS Collaboration           |
| 651200 | 2012 XO39                | 12 novembre 2012  | Mount Lemmon Survey          |

## 651201–651300
| Nome   | Designazione provvisoria | Data di scoperta  | Scopritore                    |
| ------ | ------------------------ | ----------------- | ----------------------------- |
| 651201 | 2012 XU39                | 6 novembre 2012   | Spacewatch                    |
| 651202 | 2012 XJ40                | 4 settembre 2008  | Spacewatch                    |
| 651203 | 2012 XX40                | 17 dicembre 2007  | Mount Lemmon Survey           |
| 651204 | 2012 XY40                | 3 dicembre 2012   | Mount Lemmon Survey           |
| 651205 | 2012 XG42                | 3 dicembre 2012   | Mount Lemmon Survey           |
| 651206 | 2012 XO42                | 12 novembre 2012  | Spacewatch                    |
| 651207 | 2012 XD43                | 3 dicembre 2012   | Mount Lemmon Survey           |
| 651208 | 2012 XJ43                | 18 ottobre 2001   | NEAT                          |
| 651209 | 2012 XT43                | 4 dicembre 2007   | Spacewatch                    |
| 651210 | 2012 XP44                | 3 dicembre 2012   | Mount Lemmon Survey           |
| 651211 | 2012 XH45                | 27 agosto 2006    | Spacewatch                    |
| 651212 | 2012 XT46                | 4 dicembre 2012   | Mount Lemmon Survey           |
| 651213 | 2012 XY46                | 4 dicembre 2012   | Mount Lemmon Survey           |
| 651214 | 2012 XN48                | 25 settembre 2006 | Mount Lemmon Survey           |
| 651215 | 2012 XR49                | 10 agosto 2007    | Spacewatch                    |
| 651216 | 2012 XS49                | 5 dicembre 2012   | C. Rinner                     |
| 651217 | 2012 XW49                | 7 novembre 2012   | Mount Lemmon Survey           |
| 651218 | 2012 XZ50                | 16 ottobre 2007   | Mount Lemmon Survey           |
| 651219 | 2012 XN52                | 26 novembre 2012  | Mount Lemmon Survey           |
| 651220 | 2012 XN56                | 11 gennaio 2008   | CSS                           |
| 651221 | 2012 XR56                | 21 settembre 2008 | Mount Lemmon Survey           |
| 651222 | 2012 XM57                | 15 ottobre 2012   | Mount Lemmon Survey           |
| 651223 | 2012 XY61                | 26 ottobre 2001   | Spacewatch                    |
| 651224 | 2012 XZ65                | 4 dicembre 2012   | Mount Lemmon Survey           |
| 651225 | 2012 XM66                | 4 dicembre 2012   | Mount Lemmon Survey           |
| 651226 | 2012 XW66                | 19 ottobre 2006   | L. H. Wasserman               |
| 651227 | 2012 XP67                | 11 aprile 2002    | NEAT                          |
| 651228 | 2012 XK72                | 11 ottobre 2006   | NEAT                          |
| 651229 | 2012 XD75                | 6 dicembre 2012   | Mount Lemmon Survey           |
| 651230 | 2012 XW75                | 4 novembre 2012   | Spacewatch                    |
| 651231 | 2012 XG76                | 7 gennaio 2006    | Spacewatch                    |
| 651232 | 2012 XC77                | 6 dicembre 2012   | Mount Lemmon Survey           |
| 651233 | 2012 XE77                | 23 ottobre 2012   | Mount Lemmon Survey           |
| 651234 | 2012 XT79                | 18 gennaio 2009   | Spacewatch                    |
| 651235 | 2012 XE80                | 7 novembre 2012   | Pan-STARRS                    |
| 651236 | 2012 XO80                | 14 novembre 2012  | Mount Lemmon Survey           |
| 651237 | 2012 XJ84                | 23 dicembre 2001  | Spacewatch                    |
| 651238 | 2012 XL86                | 8 dicembre 2012   | Mount Lemmon Survey           |
| 651239 | 2012 XQ87                | 12 novembre 2012  | Mount Lemmon Survey           |
| 651240 | 2012 XW88                | 24 dicembre 2005  | Spacewatch                    |
| 651241 | 2012 XE89                | 22 novembre 2012  | Spacewatch                    |
| 651242 | 2012 XK90                | 11 ottobre 2007   | Spacewatch                    |
| 651243 | 2012 XO92                | 8 dicembre 2012   | Mount Lemmon Survey           |
| 651244 | 2012 XT96                | 13 novembre 2012  | Spacewatch                    |
| 651245 | 2012 XL98                | 19 giugno 2010    | Mount Lemmon Survey           |
| 651246 | 2012 XS100               | 5 dicembre 2012   | Mount Lemmon Survey           |
| 651247 | 2012 XY100               | 30 settembre 2006 | Mount Lemmon Survey           |
| 651248 | 2012 XD101               | 1 ottobre 2011    | Mount Lemmon Survey           |
| 651249 | 2012 XE101               | 18 dicembre 2007  | Mount Lemmon Survey           |
| 651250 | 2012 XN101               | 5 dicembre 2012   | Mount Lemmon Survey           |
| 651251 | 2012 XV102               | 5 dicembre 2012   | Mount Lemmon Survey           |
| 651252 | 2012 XK103               | 4 dicembre 2008   | Spacewatch                    |
| 651253 | 2012 XR103               | 3 settembre 2008  | Spacewatch                    |
| 651254 | 2012 XB104               | 15 novembre 2012  | Mount Lemmon Survey           |
| 651255 | 2012 XV105               | 7 dicembre 2012   | Spacewatch                    |
| 651256 | 2012 XZ106               | 9 settembre 2001  | AMOS                          |
| 651257 | 2012 XX107               | 3 dicembre 2012   | Mount Lemmon Survey           |
| 651258 | 2012 XC111               | 18 settembre 2003 | NEAT                          |
| 651259 | 2012 XR113               | 29 aprile 2006    | Spacewatch                    |
| 651260 | 2012 XS113               | 8 ottobre 2012    | Spacewatch                    |
| 651261 | 2012 XD114               | 30 dicembre 2007  | Spacewatch                    |
| 651262 | 2012 XL115               | 24 maggio 2001    | J. L. Elliot, L. H. Wasserman |
| 651263 | 2012 XR115               | 18 ottobre 2012   | Pan-STARRS                    |
| 651264 | 2012 XQ118               | 8 dicembre 2012   | Spacewatch                    |
| 651265 | 2012 XD119               | 8 dicembre 2012   | Mount Lemmon Survey           |
| 651266 | 2012 XG119               | 2 febbraio 2009   | CSS                           |
| 651267 | 2012 XM123               | 9 dicembre 2012   | Pan-STARRS                    |
| 651268 | 2012 XT125               | 3 luglio 2005     | NEAT                          |
| 651269 | 2012 XW125               | 9 dicembre 2012   | Pan-STARRS                    |
| 651270 | 2012 XY125               | 16 gennaio 2005   | CSS                           |
| 651271 | 2012 XE127               | 7 novembre 2012   | Mount Lemmon Survey           |
| 651272 | 2012 XR127               | 18 settembre 2003 | Spacewatch                    |
| 651273 | 2012 XT127               | 10 dicembre 2012  | Pan-STARRS                    |
| 651274 | 2012 XZ127               | 10 dicembre 2012  | Pan-STARRS                    |
| 651275 | 2012 XK128               | 20 dicembre 2007  | Spacewatch                    |
| 651276 | 2012 XR130               | 11 dicembre 2012  | J. Hobart                     |
| 651277 | 2012 XY131               | 4 dicembre 2012   | Mount Lemmon Survey           |
| 651278 | 2012 XX134               | 26 novembre 2012  | Mount Lemmon Survey           |
| 651279 | 2012 XW137               | 25 settembre 2012 | Mount Lemmon Survey           |
| 651280 | 2012 XV139               | 30 luglio 2005    | NEAT                          |
| 651281 | 2012 XR140               | 23 novembre 2012  | Spacewatch                    |
| 651282 | 2012 XT140               | 21 settembre 2001 | SDSS Collaboration            |
| 651283 | 2012 XW140               | 27 maggio 2003    | Spacewatch                    |
| 651284 | 2012 XK141               | 26 marzo 2009     | Spacewatch                    |
| 651285 | 2012 XU145               | 24 novembre 2012  | Spacewatch                    |
| 651286 | 2012 XR146               | 1 gennaio 2008    | Mount Lemmon Survey           |
| 651287 | 2012 XX146               | 16 settembre 2006 | CSS                           |
| 651288 | 2012 XY146               | 27 luglio 2011    | Pan-STARRS                    |
| 651289 | 2012 XJ147               | 3 dicembre 2012   | Mount Lemmon Survey           |
| 651290 | 2012 XJ148               | 14 novembre 2012  | Mount Lemmon Survey           |
| 651291 | 2012 XL148               | 6 novembre 2012   | Mount Lemmon Survey           |
| 651292 | 2012 XV148               | 26 novembre 2012  | Mount Lemmon Survey           |
| 651293 | 2012 XH149               | 2 febbraio 2005   | NEAT                          |
| 651294 | 2012 XL149               | 5 dicembre 2012   | Mount Lemmon Survey           |
| 651295 | 2012 XO149               | 21 settembre 2001 | SDSS Collaboration            |
| 651296 | 2012 XY159               | 8 dicembre 2012   | Mount Lemmon Survey           |
| 651297 | 2012 XE160               | 25 maggio 2014    | Pan-STARRS                    |
| 651298 | 2012 XH160               | 1 ottobre 2017    | Mount Lemmon Survey           |
| 651299 | 2012 XJ161               | 14 settembre 2006 | NEAT                          |
| 651300 | 2012 XJ165               | 26 marzo 2014     | Mount Lemmon Survey           |

## 651301–651400
| Nome         | Designazione provvisoria | Data di scoperta  | Scopritore                |
| ------------ | ------------------------ | ----------------- | ------------------------- |
| 651301       | 2012 XK165               | 27 gennaio 2017   | Pan-STARRS                |
| 651302       | 2012 XX165               | 9 dicembre 2012   | Mount Lemmon Survey       |
| 651303       | 2012 XS168               | 3 dicembre 2012   | Mount Lemmon Survey       |
| 651304       | 2012 XT169               | 3 dicembre 2012   | CSS                       |
| 651305       | 2012 XN174               | 8 dicembre 2012   | Mount Lemmon Survey       |
| 651306       | 2012 XR174               | 5 dicembre 2012   | Mount Lemmon Survey       |
| 651307       | 2012 XQ175               | 6 dicembre 2012   | Mount Lemmon Survey       |
| 651308       | 2012 XU176               | 11 dicembre 2012  | Mount Lemmon Survey       |
| 651309       | 2012 XK177               | 3 dicembre 2012   | Mount Lemmon Survey       |
| 651310       | 2012 XR179               | 9 dicembre 2012   | Mount Lemmon Survey       |
| 651311       | 2012 XU179               | 5 dicembre 2012   | Mount Lemmon Survey       |
| 651312       | 2012 XE180               | 18 dicembre 2007  | Mount Lemmon Survey       |
| 651313       | 2012 YJ2                 | 18 dicembre 2007  | Spacewatch                |
| 651314       | 2012 YR4                 | 8 agosto 2005     | Cerro Tololo Obs.         |
| 651315       | 2012 YW4                 | 14 dicembre 2012  | ESA OGS                   |
| 651316       | 2012 YY7                 | 31 dicembre 2012  | Pan-STARRS                |
| 651317       | 2012 YQ9                 | 24 settembre 2009 | Spacewatch                |
| 651318       | 2012 YC17                | 23 dicembre 2012  | Pan-STARRS                |
| 651319       | 2012 YV17                | 23 dicembre 2012  | Pan-STARRS                |
| 651320       | 2012 YB18                | 23 dicembre 2012  | Pan-STARRS                |
| 651321       | 2012 YN18                | 23 dicembre 2012  | Pan-STARRS                |
| 651322       | 2012 YC20                | 21 dicembre 2012  | Mount Lemmon Survey       |
| 651323       | 2012 YE22                | 22 dicembre 2012  | Pan-STARRS                |
| 651324       | 2012 YK22                | 26 agosto 2011    | K. Sárneczky              |
| 651325       | 2012 YO23                | 9 febbraio 2008   | Mount Lemmon Survey       |
| 651326       | 2012 YF24                | 23 dicembre 2012  | Pan-STARRS                |
| 651327       | 2012 YJ24                | 23 dicembre 2012  | Pan-STARRS                |
| 651328       | 2013 AL                  | 2 gennaio 2013    | Mount Lemmon Survey       |
| 651329       | 2013 AS                  | 1 gennaio 2013    | Pan-STARRS                |
| 651330       | 2013 AX                  | 6 luglio 2003     | Spacewatch                |
| 651331       | 2013 AW3                 | 1 febbraio 2008   | Spacewatch                |
| 651332       | 2013 AC5                 | 2 luglio 2011     | Mount Lemmon Survey       |
| 651333       | 2013 AG5                 | 3 gennaio 2013    | Mount Lemmon Survey       |
| 651334       | 2013 AX5                 | 3 dicembre 2012   | Mount Lemmon Survey       |
| 651335       | 2013 AN6                 | 20 ottobre 2001   | AMOS                      |
| 651336       | 2013 AT6                 | 10 ottobre 2006   | NEAT                      |
| 651337       | 2013 AF7                 | 3 gennaio 2013    | Mount Lemmon Survey       |
| 651338       | 2013 AF9                 | 8 aprile 2002     | NEAT                      |
| 651339       | 2013 AX9                 | 1 novembre 2006   | Spacewatch                |
| 651340       | 2013 AZ10                | 27 settembre 2011 | Mount Lemmon Survey       |
| 651341       | 2013 AR11                | 18 settembre 2006 | Spacewatch                |
| 651342       | 2013 AF12                | 13 gennaio 2002   | LINEAR                    |
| 651343       | 2013 AN12                | 3 gennaio 2013    | Mount Lemmon Survey       |
| 651344       | 2013 AR13                | 3 gennaio 2013    | Mount Lemmon Survey       |
| 651345       | 2013 AY14                | 12 novembre 2012  | Pan-STARRS                |
| 651346       | 2013 AM15                | 20 ottobre 2006   | Spacewatch                |
| 651347       | 2013 AN16                | 27 agosto 2006    | Spacewatch                |
| 651348       | 2013 AO16                | 13 novembre 2012  | Mount Lemmon Survey       |
| 651349       | 2013 AH23                | 8 febbraio 2002   | Spacewatch                |
| 651350       | 2013 AQ26                | 11 dicembre 2012  | Mount Lemmon Survey       |
| 651351       | 2013 AU26                | 13 dicembre 2001  | NEAT                      |
| 651352       | 2013 AX26                | 11 dicembre 2012  | Mount Lemmon Survey       |
| 651353       | 2013 AC29                | 24 febbraio 2008  | Mount Lemmon Survey       |
| 651354       | 2013 AE30                | 7 gennaio 2013    | Mount Lemmon Survey       |
| 651355       | 2013 AE31                | 9 dicembre 2012   | Pan-STARRS                |
| 651356       | 2013 AW31                | 6 gennaio 2013    | Mount Lemmon Survey       |
| 651357       | 2013 AM32                | 6 febbraio 2002   | NEAT                      |
| 651358       | 2013 AV33                | 4 gennaio 2013    | Mount Lemmon Survey       |
| 651359       | 2013 AD34                | 23 ottobre 2006   | Spacewatch                |
| 651360       | 2013 AK34                | 4 gennaio 2013    | Mount Lemmon Survey       |
| 651361       | 2013 AO34                | 25 settembre 2011 | Pan-STARRS                |
| 651362       | 2013 AT36                | 20 ottobre 2012   | Mount Lemmon Survey       |
| 651363       | 2013 AB44                | 28 marzo 2008     | Mount Lemmon Survey       |
| 651364       | 2013 AD45                | 1 dicembre 2008   | Spacewatch                |
| 651365       | 2013 AF45                | 5 gennaio 2013    | Spacewatch                |
| 651366       | 2013 AR45                | 19 febbraio 2002  | Spacewatch                |
| 651367       | 2013 AN46                | 30 agosto 2011    | K. Sárneczky              |
| 651368       | 2013 AB48                | 7 gennaio 2013    | Mount Lemmon Survey       |
| 651369       | 2013 AR49                | 3 novembre 2011   | Mount Lemmon Survey       |
| 651370 Kolen | 2013 AZ51                | 13 dicembre 2012  | K. Sárneczky              |
| 651371       | 2013 AE52                | 27 agosto 2003    | NEAT                      |
| 651372       | 2013 AP55                | 6 gennaio 2013    | Spacewatch                |
| 651373       | 2013 AQ55                | 6 gennaio 2013    | Spacewatch                |
| 651374       | 2013 AZ56                | 6 gennaio 2013    | Spacewatch                |
| 651375       | 2013 AH57                | 9 febbraio 2006   | NEAT                      |
| 651376       | 2013 AL57                | 6 gennaio 2013    | Spacewatch                |
| 651377       | 2013 AP62                | 3 settembre 2005  | Osservatorio di Mauna Kea |
| 651378       | 2013 AE63                | 12 novembre 2012  | Mount Lemmon Survey       |
| 651379       | 2013 AJ63                | 11 febbraio 2008  | Mount Lemmon Survey       |
| 651380       | 2013 AC67                | 11 novembre 2007  | Mount Lemmon Survey       |
| 651381       | 2013 AO69                | 7 gennaio 2013    | Mount Lemmon Survey       |
| 651382       | 2013 AB72                | 10 aprile 2010    | Mount Lemmon Survey       |
| 651383       | 2013 AD75                | 22 dicembre 2012  | Pan-STARRS                |
| 651384       | 2013 AG78                | 10 gennaio 2013   | Pan-STARRS                |
| 651385       | 2013 AJ78                | 31 agosto 2005    | Spacewatch                |
| 651386       | 2013 AZ78                | 14 giugno 2010    | Mount Lemmon Survey       |
| 651387       | 2013 AQ79                | 18 novembre 2008  | Spacewatch                |
| 651388       | 2013 AN80                | 27 settembre 2012 | Pan-STARRS                |
| 651389       | 2013 AR81                | 3 gennaio 2013    | Mount Lemmon Survey       |
| 651390       | 2013 AX81                | 12 gennaio 2013   | Mount Lemmon Survey       |
| 651391       | 2013 AW83                | 12 dicembre 2012  | Spacewatch                |
| 651392       | 2013 AC84                | 28 giugno 2011    | Mount Lemmon Survey       |
| 651393       | 2013 AP84                | 1 marzo 2008      | CSS                       |
| 651394       | 2013 AA85                | 23 dicembre 2012  | Pan-STARRS                |
| 651395       | 2013 AB87                | 12 dicembre 2012  | Spacewatch                |
| 651396       | 2013 AF88                | 28 agosto 2011    | Pan-STARRS                |
| 651397       | 2013 AF90                | 22 agosto 2004    | Spacewatch                |
| 651398       | 2013 AY90                | 15 gennaio 2013   | CSS                       |
| 651399       | 2013 AM91                | 23 dicembre 2012  | Pan-STARRS                |
| 651400       | 2013 AC96                | 10 gennaio 2008   | Spacewatch                |

## 651401–651500
| Nome   | Designazione provvisoria | Data di scoperta  | Scopritore                   |
| ------ | ------------------------ | ----------------- | ---------------------------- |
| 651401 | 2013 AY96                | 23 agosto 2007    | Spacewatch                   |
| 651402 | 2013 AV98                | 4 aprile 2005     | Mount Lemmon Survey          |
| 651403 | 2013 AO100               | 19 novembre 2003  | NEAT                         |
| 651404 | 2013 AW100               | 22 dicembre 2012  | Pan-STARRS                   |
| 651405 | 2013 AC101               | 19 ottobre 2006   | Spacewatch                   |
| 651406 | 2013 AD102               | 4 gennaio 2013    | Mount Lemmon Survey          |
| 651407 | 2013 AW102               | 15 settembre 2007 | Mount Lemmon Survey          |
| 651408 | 2013 AT103               | 6 gennaio 2013    | Mount Lemmon Survey          |
| 651409 | 2013 AZ103               | 6 gennaio 2013    | Spacewatch                   |
| 651410 | 2013 AV104               | 22 dicembre 2012  | K. Sárneczky, G. Hodosán     |
| 651411 | 2013 AD105               | 12 luglio 2005    | Mount Lemmon Survey          |
| 651412 | 2013 AD106               | 10 gennaio 2013   | Pan-STARRS                   |
| 651413 | 2013 AL107               | 29 marzo 2008     | Mount Lemmon Survey          |
| 651414 | 2013 AB108               | 7 novembre 2005   | Osservatorio di Mauna Kea    |
| 651415 | 2013 AN108               | 5 luglio 2005     | Mount Lemmon Survey          |
| 651416 | 2013 AS110               | 12 gennaio 2013   | Mount Lemmon Survey          |
| 651417 | 2013 AC111               | 12 gennaio 2013   | Mount Lemmon Survey          |
| 651418 | 2013 AJ111               | 23 settembre 2011 | Spacewatch                   |
| 651419 | 2013 AR114               | 20 dicembre 2001  | Spacewatch                   |
| 651420 | 2013 AK116               | 10 marzo 2002     | Spacewatch                   |
| 651421 | 2013 AN120               | 13 gennaio 2013   | ESA OGS                      |
| 651422 | 2013 AX120               | 26 giugno 2011    | Mount Lemmon Survey          |
| 651423 | 2013 AE121               | 3 novembre 2008   | Mount Lemmon Survey          |
| 651424 | 2013 AY122               | 15 gennaio 2013   | M. Schwartz, P. R. Holvorcem |
| 651425 | 2013 AY123               | 14 gennaio 2013   | ESA OGS                      |
| 651426 | 2013 AL125               | 24 agosto 2011    | Pan-STARRS                   |
| 651427 | 2013 AS125               | 3 gennaio 2013    | Pan-STARRS                   |
| 651428 | 2013 AV125               | 12 febbraio 2008  | Mount Lemmon Survey          |
| 651429 | 2013 AQ128               | 11 febbraio 2004  | LONEOS                       |
| 651430 | 2013 AX130               | 16 dicembre 2007  | Mount Lemmon Survey          |
| 651431 | 2013 AQ132               | 12 dicembre 1998  | Spacewatch                   |
| 651432 | 2013 AF133               | 6 gennaio 2013    | Spacewatch                   |
| 651433 | 2013 AO133               | 9 gennaio 2013    | Spacewatch                   |
| 651434 | 2013 AV134               | 23 dicembre 2012  | Pan-STARRS                   |
| 651435 | 2013 AX134               | 11 settembre 2001 | Spacewatch                   |
| 651436 | 2013 AM135               | 10 febbraio 2008  | Spacewatch                   |
| 651437 | 2013 AE136               | 10 gennaio 2013   | Pan-STARRS                   |
| 651438 | 2013 AR136               | 10 gennaio 2013   | Pan-STARRS                   |
| 651439 | 2013 AD138               | 19 aprile 2004    | Spacewatch                   |
| 651440 | 2013 AD143               | 13 marzo 2002     | LINEAR                       |
| 651441 | 2013 AY146               | 4 gennaio 2013    | CTIO-DECam                   |
| 651442 | 2013 AZ146               | 19 novembre 2006  | Spacewatch                   |
| 651443 | 2013 AO148               | 4 gennaio 2013    | CTIO-DECam                   |
| 651444 | 2013 AH151               | 17 novembre 2006  | Spacewatch                   |
| 651445 | 2013 AP153               | 4 gennaio 2013    | CTIO-DECam                   |
| 651446 | 2013 AU153               | 13 giugno 2004    | Spacewatch                   |
| 651447 | 2013 AV153               | 20 gennaio 2013   | Mount Lemmon Survey          |
| 651448 | 2013 AQ155               | 20 gennaio 2013   | Mount Lemmon Survey          |
| 651449 | 2013 AX156               | 4 gennaio 2013    | CTIO-DECam                   |
| 651450 | 2013 AX160               | 19 ottobre 2011   | Mount Lemmon Survey          |
| 651451 | 2013 AJ162               | 20 gennaio 2013   | Mount Lemmon Survey          |
| 651452 | 2013 AH167               | 28 ottobre 2011   | Mount Lemmon Survey          |
| 651453 | 2013 AD168               | 12 novembre 2012  | Mount Lemmon Survey          |
| 651454 | 2013 AK168               | 13 febbraio 2008  | Spacewatch                   |
| 651455 | 2013 AH170               | 4 gennaio 2013    | CTIO-DECam                   |
| 651456 | 2013 AY170               | 22 ottobre 2011   | Mount Lemmon Survey          |
| 651457 | 2013 AM171               | 4 gennaio 2013    | CTIO-DECam                   |
| 651458 | 2013 AC175               | 6 ottobre 2007    | Spacewatch                   |
| 651459 | 2013 AV185               | 3 gennaio 2013    | Mount Lemmon Survey          |
| 651460 | 2013 AH186               | 5 gennaio 2013    | Mount Lemmon Survey          |
| 651461 | 2013 AQ187               | 10 gennaio 2013   | Pan-STARRS                   |
| 651462 | 2013 AM188               | 4 gennaio 2013    | Mount Lemmon Survey          |
| 651463 | 2013 AP188               | 4 gennaio 2013    | Spacewatch                   |
| 651464 | 2013 AH189               | 7 gennaio 2013    | Pan-STARRS                   |
| 651465 | 2013 AY192               | 25 aprile 2003    | Spacewatch                   |
| 651466 | 2013 AL193               | 8 agosto 2016     | Pan-STARRS                   |
| 651467 | 2013 AP194               | 4 gennaio 2013    | Mount Lemmon Survey          |
| 651468 | 2013 AZ195               | 10 gennaio 2013   | Spacewatch                   |
| 651469 | 2013 AL197               | 7 gennaio 2013    | Mount Lemmon Survey          |
| 651470 | 2013 AH203               | 10 gennaio 2013   | Pan-STARRS                   |
| 651471 | 2013 AY203               | 6 gennaio 2013    | Mount Lemmon Survey          |
| 651472 | 2013 AG204               | 3 gennaio 2013    | Mount Lemmon Survey          |
| 651473 | 2013 AU204               | 6 gennaio 2013    | Spacewatch                   |
| 651474 | 2013 AO207               | 10 gennaio 2013   | Mount Lemmon Survey          |
| 651475 | 2013 AY209               | 10 gennaio 2013   | Mount Lemmon Survey          |
| 651476 | 2013 BU7                 | 9 febbraio 2008   | Spacewatch                   |
| 651477 | 2013 BW8                 | 16 gennaio 2013   | Pan-STARRS                   |
| 651478 | 2013 BR11                | 9 gennaio 2013    | Spacewatch                   |
| 651479 | 2013 BM12                | 19 settembre 2011 | Pan-STARRS                   |
| 651480 | 2013 BB17                | 2 novembre 2010   | Mount Lemmon Survey          |
| 651481 | 2013 BS20                | 16 gennaio 2013   | Pan-STARRS                   |
| 651482 | 2013 BB24                | 17 gennaio 2013   | Pan-STARRS                   |
| 651483 | 2013 BB26                | 18 gennaio 2013   | Spacewatch                   |
| 651484 | 2013 BP29                | 19 dicembre 2001  | Spacewatch                   |
| 651485 | 2013 BG30                | 27 novembre 2006  | Spacewatch                   |
| 651486 | 2013 BQ31                | 10 dicembre 2006  | Spacewatch                   |
| 651487 | 2013 BK35                | 27 gennaio 2004   | Spacewatch                   |
| 651488 | 2013 BY35                | 4 settembre 2011  | Pan-STARRS                   |
| 651489 | 2013 BW40                | 25 dicembre 2006  | Spacewatch                   |
| 651490 | 2013 BG44                | 7 febbraio 2008   | Spacewatch                   |
| 651491 | 2013 BM44                | 14 settembre 2005 | Spacewatch                   |
| 651492 | 2013 BU46                | 4 luglio 2005     | NEAT                         |
| 651493 | 2013 BF48                | 23 dicembre 2012  | Pan-STARRS                   |
| 651494 | 2013 BV48                | 23 dicembre 2012  | Pan-STARRS                   |
| 651495 | 2013 BC49                | 23 dicembre 2012  | Pan-STARRS                   |
| 651496 | 2013 BL49                | 31 ottobre 2008   | Spacewatch                   |
| 651497 | 2013 BM55                | 17 gennaio 2013   | Pan-STARRS                   |
| 651498 | 2013 BZ58                | 19 settembre 1998 | SDSS Collaboration           |
| 651499 | 2013 BD59                | 5 ottobre 2004    | LONEOS                       |
| 651500 | 2013 BR60                | 9 febbraio 2002   | Spacewatch                   |

## 651501–651600
| Nome   | Designazione provvisoria | Data di scoperta  | Scopritore                   |
| ------ | ------------------------ | ----------------- | ---------------------------- |
| 651501 | 2013 BV60                | 7 gennaio 2013    | Spacewatch                   |
| 651502 | 2013 BF61                | 7 gennaio 2013    | Spacewatch                   |
| 651503 | 2013 BB65                | 6 gennaio 2013    | Spacewatch                   |
| 651504 | 2013 BE73                | 29 agosto 2005    | Spacewatch                   |
| 651505 | 2013 BJ75                | 27 febbraio 2008  | Mount Lemmon Survey          |
| 651506 | 2013 BD78                | 13 settembre 2002 | NEAT                         |
| 651507 | 2013 BV79                | 25 gennaio 2013   | Pan-STARRS                   |
| 651508 | 2013 BM83                | 20 gennaio 2009   | Spacewatch                   |
| 651509 | 2013 BU83                | 2 novembre 2011   | Mount Lemmon Survey          |
| 651510 | 2013 BV84                | 17 gennaio 2013   | Mount Lemmon Survey          |
| 651511 | 2013 BE85                | 21 dicembre 2006  | Spacewatch                   |
| 651512 | 2013 BS85                | 22 gennaio 2013   | Pan-STARRS                   |
| 651513 | 2013 BE88                | 17 gennaio 2013   | Pan-STARRS                   |
| 651514 | 2013 BT90                | 17 gennaio 2013   | Pan-STARRS                   |
| 651515 | 2013 BO91                | 14 gennaio 2013   | ESA OGS                      |
| 651516 | 2013 BC94                | 17 gennaio 2013   | Pan-STARRS                   |
| 651517 | 2013 BM94                | 22 gennaio 2013   | Mount Lemmon Survey          |
| 651518 | 2013 BG95                | 19 gennaio 2013   | Spacewatch                   |
| 651519 | 2013 BR96                | 17 gennaio 2013   | Spacewatch                   |
| 651520 | 2013 BC100               | 18 novembre 2011  | Mount Lemmon Survey          |
| 651521 | 2013 BA101               | 17 gennaio 2013   | Pan-STARRS                   |
| 651522 | 2013 BK101               | 20 gennaio 2013   | Spacewatch                   |
| 651523 | 2013 BE103               | 17 gennaio 2013   | Pan-STARRS                   |
| 651524 | 2013 BA107               | 16 gennaio 2013   | Pan-STARRS                   |
| 651525 | 2013 CA                  | 1 febbraio 2005   | Spacewatch                   |
| 651526 | 2013 CC1                 | 21 dicembre 2012  | Mount Lemmon Survey          |
| 651527 | 2013 CX4                 | 16 novembre 2006  | Spacewatch                   |
| 651528 | 2013 CV11                | 19 gennaio 2013   | Spacewatch                   |
| 651529 | 2013 CS16                | 6 novembre 2007   | Spacewatch                   |
| 651530 | 2013 CF25                | 13 gennaio 2013   | ESA OGS                      |
| 651531 | 2013 CK25                | 17 gennaio 2013   | Spacewatch                   |
| 651532 | 2013 CR29                | 1 febbraio 2013   | Spacewatch                   |
| 651533 | 2013 CS30                | 5 febbraio 2013   | C. Rinner                    |
| 651534 | 2013 CW31                | 16 gennaio 2013   | Pan-STARRS                   |
| 651535 | 2013 CU32                | 20 ottobre 2012   | Mount Lemmon Survey          |
| 651536 | 2013 CZ33                | 3 febbraio 2013   | Pan-STARRS                   |
| 651537 | 2013 CH39                | 1 febbraio 2013   | Spacewatch                   |
| 651538 | 2013 CS39                | 27 settembre 2009 | Mount Lemmon Survey          |
| 651539 | 2013 CO40                | 20 settembre 2011 | T. V. Kryachko, B. Satovskij |
| 651540 | 2013 CV41                | 28 settembre 2006 | Spacewatch                   |
| 651541 | 2013 CU42                | 13 febbraio 2002  | Spacewatch                   |
| 651542 | 2013 CV45                | 14 giugno 2010    | Mount Lemmon Survey          |
| 651543 | 2013 CQ47                | 29 gennaio 2007   | Spacewatch                   |
| 651544 | 2013 CY48                | 17 gennaio 2013   | Pan-STARRS                   |
| 651545 | 2013 CD50                | 19 marzo 2002     | LONEOS                       |
| 651546 | 2013 CB51                | 2 novembre 2008   | Spacewatch                   |
| 651547 | 2013 CE53                | 8 novembre 2007   | Mount Lemmon Survey          |
| 651548 | 2013 CG55                | 9 febbraio 2013   | Pan-STARRS                   |
| 651549 | 2013 CV56                | 4 aprile 2005     | CSS                          |
| 651550 | 2013 CS58                | 1 novembre 2011   | CSS                          |
| 651551 | 2013 CC61                | 21 aprile 2004    | Spacewatch                   |
| 651552 | 2013 CJ61                | 5 febbraio 2013   | Spacewatch                   |
| 651553 | 2013 CW62                | 8 febbraio 2013   | Pan-STARRS                   |
| 651554 | 2013 CY62                | 8 marzo 2008      | Spacewatch                   |
| 651555 | 2013 CH65                | 5 febbraio 2013   | CSS                          |
| 651556 | 2013 CL68                | 5 febbraio 2013   | M. Schwartz, P. R. Holvorcem |
| 651557 | 2013 CQ68                | 6 luglio 2010     | Spacewatch                   |
| 651558 | 2013 CH71                | 14 febbraio 2002  | Spacewatch                   |
| 651559 | 2013 CW72                | 3 febbraio 2013   | Pan-STARRS                   |
| 651560 | 2013 CB78                | 7 gennaio 2013    | Spacewatch                   |
| 651561 | 2013 CS78                | 5 gennaio 2013    | Mount Lemmon Survey          |
| 651562 | 2013 CP80                | 14 aprile 2008    | Mount Lemmon Survey          |
| 651563 | 2013 CZ80                | 8 febbraio 2013   | Pan-STARRS                   |
| 651564 | 2013 CF86                | 23 dicembre 2012  | Pan-STARRS                   |
| 651565 | 2013 CL89                | 11 febbraio 2013  | CSS                          |
| 651566 | 2013 CN90                | 29 marzo 2003     | LONEOS                       |
| 651567 | 2013 CX90                | 5 gennaio 2013    | CSS                          |
| 651568 | 2013 CV91                | 17 settembre 2010 | Spacewatch                   |
| 651569 | 2013 CO93                | 6 febbraio 2002   | R. Millis, M. W. Buie        |
| 651570 | 2013 CR93                | 17 maggio 2009    | Mount Lemmon Survey          |
| 651571 | 2013 CX95                | 8 febbraio 2013   | Pan-STARRS                   |
| 651572 | 2013 CN97                | 17 novembre 2006  | Spacewatch                   |
| 651573 | 2013 CJ98                | 20 febbraio 2002  | Spacewatch                   |
| 651574 | 2013 CV98                | 8 febbraio 2013   | Pan-STARRS                   |
| 651575 | 2013 CP100               | 6 marzo 2008      | Mount Lemmon Survey          |
| 651576 | 2013 CS100               | 17 gennaio 2013   | Mount Lemmon Survey          |
| 651577 | 2013 CG101               | 8 febbraio 2013   | Pan-STARRS                   |
| 651578 | 2013 CW104               | 10 ottobre 2004   | Spacewatch                   |
| 651579 | 2013 CM105               | 9 febbraio 2013   | Pan-STARRS                   |
| 651580 | 2013 CC109               | 11 marzo 2002     | NEAT                         |
| 651581 | 2013 CB113               | 6 febbraio 2013   | Spacewatch                   |
| 651582 | 2013 CP113               | 20 agosto 2004    | Spacewatch                   |
| 651583 | 2013 CQ113               | 9 febbraio 2005   | Mount Lemmon Survey          |
| 651584 | 2013 CX113               | 22 ottobre 2006   | Spacewatch                   |
| 651585 | 2013 CG115               | 19 settembre 2003 | NEAT                         |
| 651586 | 2013 CU115               | 12 febbraio 2013  | Pan-STARRS                   |
| 651587 | 2013 CX118               | 16 marzo 2002     | AMOS                         |
| 651588 | 2013 CF119               | 7 febbraio 2013   | Spacewatch                   |
| 651589 | 2013 CA120               | 16 gennaio 2013   | ESA OGS                      |
| 651590 | 2013 CG120               | 19 aprile 2006    | Mount Lemmon Survey          |
| 651591 | 2013 CB121               | 22 gennaio 2013   | Mount Lemmon Survey          |
| 651592 | 2013 CE121               | 23 settembre 2011 | Spacewatch                   |
| 651593 | 2013 CW123               | 12 febbraio 2013  | ESA OGS                      |
| 651594 | 2013 CH126               | 14 gennaio 2013   | Mount Lemmon Survey          |
| 651595 | 2013 CA128               | 12 dicembre 2006  | LINEAR                       |
| 651596 | 2013 CF128               | 14 febbraio 2013  | Pan-STARRS                   |
| 651597 | 2013 CH128               | 27 settembre 2003 | LINEAR                       |
| 651598 | 2013 CY132               | 9 febbraio 2008   | Spacewatch                   |
| 651599 | 2013 CZ132               | 9 febbraio 2013   | Pan-STARRS                   |
| 651600 | 2013 CR135               | 13 febbraio 2013  | ESA OGS                      |

## 651601–651700
| Nome   | Designazione provvisoria | Data di scoperta  | Scopritore                   |
| ------ | ------------------------ | ----------------- | ---------------------------- |
| 651601 | 2013 CQ138               | 4 marzo 2008      | Mount Lemmon Survey          |
| 651602 | 2013 CK139               | 14 febbraio 2013  | Pan-STARRS                   |
| 651603 | 2013 CM139               | 14 febbraio 2013  | Pan-STARRS                   |
| 651604 | 2013 CE140               | 20 gennaio 2013   | Spacewatch                   |
| 651605 | 2013 CD141               | 30 aprile 2006    | Spacewatch                   |
| 651606 | 2013 CK145               | 14 febbraio 2013  | Mount Lemmon Survey          |
| 651607 | 2013 CN145               | 6 febbraio 2013   | Spacewatch                   |
| 651608 | 2013 CU145               | 14 febbraio 2013  | Spacewatch                   |
| 651609 | 2013 CV146               | 2 gennaio 2012    | Spacewatch                   |
| 651610 | 2013 CJ147               | 14 febbraio 2013  | Spacewatch                   |
| 651611 | 2013 CL149               | 17 settembre 2010 | Mount Lemmon Survey          |
| 651612 | 2013 CU150               | 7 maggio 2008     | Spacewatch                   |
| 651613 | 2013 CB151               | 7 gennaio 2009    | Spacewatch                   |
| 651614 | 2013 CN152               | 14 febbraio 2013  | Pan-STARRS                   |
| 651615 | 2013 CH155               | 15 febbraio 2013  | Pan-STARRS                   |
| 651616 | 2013 CF159               | 15 febbraio 2013  | Pan-STARRS                   |
| 651617 | 2013 CT159               | 1 ottobre 2005    | Mount Lemmon Survey          |
| 651618 | 2013 CT160               | 9 ottobre 2008    | Spacewatch                   |
| 651619 | 2013 CN164               | 16 febbraio 2013  | Mount Lemmon Survey          |
| 651620 | 2013 CD167               | 27 gennaio 2007   | Mount Lemmon Survey          |
| 651621 | 2013 CO168               | 14 febbraio 2013  | Pan-STARRS                   |
| 651622 | 2013 CV169               | 15 febbraio 2013  | Mount Lemmon Survey          |
| 651623 | 2013 CM170               | 23 settembre 2008 | Spacewatch                   |
| 651624 | 2013 CL176               | 15 febbraio 2013  | A. Oreshko                   |
| 651625 | 2013 CX182               | 13 marzo 2008     | Spacewatch                   |
| 651626 | 2013 CL185               | 14 aprile 2008    | Spacewatch                   |
| 651627 | 2013 CQ185               | 18 gennaio 2013   | Mount Lemmon Survey          |
| 651628 | 2013 CB186               | 18 gennaio 2004   | Spacewatch                   |
| 651629 | 2013 CJ187               | 20 gennaio 2013   | Spacewatch                   |
| 651630 | 2013 CF188               | 9 febbraio 2013   | Pan-STARRS                   |
| 651631 | 2013 CG188               | 5 febbraio 2002   | NEAT                         |
| 651632 | 2013 CB191               | 8 aprile 2008     | Mount Lemmon Survey          |
| 651633 | 2013 CR193               | 3 dicembre 2010   | Mount Lemmon Survey          |
| 651634 | 2013 CR194               | 1 febbraio 2013   | Spacewatch                   |
| 651635 | 2013 CB197               | 28 gennaio 2012   | Pan-STARRS                   |
| 651636 | 2013 CG197               | 9 gennaio 2013    | Spacewatch                   |
| 651637 | 2013 CN200               | 28 settembre 2008 | Mount Lemmon Survey          |
| 651638 | 2013 CR201               | 9 febbraio 2013   | Pan-STARRS                   |
| 651639 | 2013 CJ203               | 1 gennaio 2009    | Spacewatch                   |
| 651640 | 2013 CF204               | 30 agosto 2005    | Spacewatch                   |
| 651641 | 2013 CS205               | 30 gennaio 2008   | Mount Lemmon Survey          |
| 651642 | 2013 CS206               | 8 febbraio 2013   | Pan-STARRS                   |
| 651643 | 2013 CV207               | 12 dicembre 2012  | Spacewatch                   |
| 651644 | 2013 CM213               | 25 ottobre 2011   | Pan-STARRS                   |
| 651645 | 2013 CZ214               | 10 gennaio 2013   | Mount Lemmon Survey          |
| 651646 | 2013 CG215               | 11 febbraio 2002  | LINEAR                       |
| 651647 | 2013 CH215               | 10 febbraio 1996  | Spacewatch                   |
| 651648 | 2013 CP215               | 18 ottobre 2011   | Spacewatch                   |
| 651649 | 2013 CW215               | 27 gennaio 2007   | Mount Lemmon Survey          |
| 651650 | 2013 CO218               | 6 dicembre 2010   | Mount Lemmon Survey          |
| 651651 | 2013 CG219               | 2 settembre 2010  | Mount Lemmon Survey          |
| 651652 | 2013 CY222               | 5 febbraio 2013   | Spacewatch                   |
| 651653 | 2013 CN224               | 15 febbraio 2013  | Pan-STARRS                   |
| 651654 | 2013 CJ227               | 6 marzo 2013      | Pan-STARRS                   |
| 651655 | 2013 CW229               | 15 febbraio 2013  | Pan-STARRS                   |
| 651656 | 2013 CC230               | 10 agosto 2016    | Pan-STARRS                   |
| 651657 | 2013 CP231               | 11 maggio 2005    | CSS                          |
| 651658 | 2013 CB238               | 10 ottobre 2015   | Pan-STARRS                   |
| 651659 | 2013 CA239               | 18 settembre 2003 | Spacewatch                   |
| 651660 | 2013 CE240               | 13 febbraio 2013  | Pan-STARRS                   |
| 651661 | 2013 CN240               | 5 febbraio 2013   | Mount Lemmon Survey          |
| 651662 | 2013 CE242               | 26 maggio 2003    | Spacewatch                   |
| 651663 | 2013 CF244               | 3 febbraio 2013   | Pan-STARRS                   |
| 651664 | 2013 CG245               | 14 febbraio 2013  | Pan-STARRS                   |
| 651665 | 2013 CA249               | 8 febbraio 2013   | Pan-STARRS                   |
| 651666 | 2013 CS251               | 8 febbraio 2013   | Pan-STARRS                   |
| 651667 | 2013 CV251               | 8 febbraio 2013   | Pan-STARRS                   |
| 651668 | 2013 CW251               | 15 febbraio 2013  | Pan-STARRS                   |
| 651669 | 2013 CZ252               | 9 febbraio 2013   | Pan-STARRS                   |
| 651670 | 2013 CD253               | 5 febbraio 2013   | Mount Lemmon Survey          |
| 651671 | 2013 CF253               | 16 gennaio 2007   | LONEOS                       |
| 651672 | 2013 CS253               | 9 febbraio 2013   | Pan-STARRS                   |
| 651673 | 2013 CO255               | 23 ottobre 2009   | Mount Lemmon Survey          |
| 651674 | 2013 CS256               | 8 febbraio 2013   | Pan-STARRS                   |
| 651675 | 2013 CV257               | 23 settembre 2011 | Pan-STARRS                   |
| 651676 | 2013 CJ258               | 13 febbraio 2013  | Pan-STARRS                   |
| 651677 | 2013 CN258               | 15 febbraio 2013  | Pan-STARRS                   |
| 651678 | 2013 CF259               | 14 febbraio 2013  | CSS                          |
| 651679 | 2013 CE261               | 13 febbraio 2013  | Pan-STARRS                   |
| 651680 | 2013 CJ261               | 13 febbraio 2013  | Pan-STARRS                   |
| 651681 | 2013 CC264               | 15 settembre 2007 | Mount Lemmon Survey          |
| 651682 | 2013 DJ2                 | 19 aprile 2006    | LONEOS                       |
| 651683 | 2013 DQ2                 | 9 febbraio 2013   | Pan-STARRS                   |
| 651684 | 2013 DQ3                 | 19 gennaio 2013   | Spacewatch                   |
| 651685 | 2013 DL5                 | 1 gennaio 2012    | Mount Lemmon Survey          |
| 651686 | 2013 DC6                 | 16 febbraio 2013  | Spacewatch                   |
| 651687 | 2013 DY7                 | 5 settembre 2008  | Spacewatch                   |
| 651688 | 2013 DJ8                 | 5 febbraio 2013   | Mount Lemmon Survey          |
| 651689 | 2013 DG9                 | 11 maggio 2010    | Spacewatch                   |
| 651690 | 2013 DM10                | 13 dicembre 2012  | Mount Lemmon Survey          |
| 651691 | 2013 DK11                | 9 febbraio 2013   | Pan-STARRS                   |
| 651692 | 2013 DA16                | 25 gennaio 2007   | Spacewatch                   |
| 651693 | 2013 DH16                | 17 febbraio 2013  | M. Schwartz, P. R. Holvorcem |
| 651694 | 2013 DB19                | 28 gennaio 2017   | Pan-STARRS                   |
| 651695 | 2013 DG20                | 17 febbraio 2013  | Mount Lemmon Survey          |
| 651696 | 2013 DH20                | 16 febbraio 2013  | Mount Lemmon Survey          |
| 651697 | 2013 DF23                | 16 febbraio 2013  | Mount Lemmon Survey          |
| 651698 | 2013 ER2                 | 20 ottobre 2011   | Mount Lemmon Survey          |
| 651699 | 2013 EA4                 | 15 febbraio 2013  | Pan-STARRS                   |
| 651700 | 2013 EA8                 | 31 marzo 2008     | Mount Lemmon Survey          |

## 651701–651800
| Nome   | Designazione provvisoria | Data di scoperta  | Scopritore               |
| ------ | ------------------------ | ----------------- | ------------------------ |
| 651701 | 2013 EC10                | 4 marzo 2013      | Pan-STARRS               |
| 651702 | 2013 EC11                | 8 febbraio 2013   | Pan-STARRS               |
| 651703 | 2013 EX11                | 23 settembre 2011 | Spacewatch               |
| 651704 | 2013 EW14                | 8 febbraio 2002   | R. Millis, M. W. Buie    |
| 651705 | 2013 ER16                | 10 febbraio 2007  | Mount Lemmon Survey      |
| 651706 | 2013 EA17                | 24 settembre 2011 | Pan-STARRS               |
| 651707 | 2013 EH17                | 23 agosto 2003    | NEAT                     |
| 651708 | 2013 EP17                | 3 novembre 2011   | Mount Lemmon Survey      |
| 651709 | 2013 EE22                | 5 marzo 2013      | Mount Lemmon Survey      |
| 651710 | 2013 EK27                | 14 aprile 2008    | Mount Lemmon Survey      |
| 651711 | 2013 EU33                | 2 novembre 2007   | Mount Lemmon Survey      |
| 651712 | 2013 EQ35                | 10 gennaio 2007   | Mount Lemmon Survey      |
| 651713 | 2013 EJ36                | 7 marzo 2013      | Mount Lemmon Survey      |
| 651714 | 2013 EJ37                | 2 dicembre 2008   | Mount Lemmon Survey      |
| 651715 | 2013 EH40                | 29 settembre 2011 | Mount Lemmon Survey      |
| 651716 | 2013 ES40                | 11 marzo 2013     | Mount Lemmon Survey      |
| 651717 | 2013 EZ41                | 4 dicembre 2008   | Mount Lemmon Survey      |
| 651718 | 2013 EC48                | 18 febbraio 2013  | Spacewatch               |
| 651719 | 2013 EB50                | 25 febbraio 2007  | Mount Lemmon Survey      |
| 651720 | 2013 EK50                | 13 marzo 2002     | Spacewatch               |
| 651721 | 2013 EK51                | 7 marzo 2013      | Mount Lemmon Survey      |
| 651722 | 2013 EM51                | 7 marzo 2013      | Mount Lemmon Survey      |
| 651723 | 2013 EG55                | 8 marzo 2013      | Pan-STARRS               |
| 651724 | 2013 EJ58                | 27 febbraio 2009  | Spacewatch               |
| 651725 | 2013 EA60                | 8 marzo 2013      | Pan-STARRS               |
| 651726 | 2013 EW61                | 8 marzo 2013      | Pan-STARRS               |
| 651727 | 2013 EM68                | 7 marzo 2013      | Spacewatch               |
| 651728 | 2013 EB70                | 20 maggio 2006    | Spacewatch               |
| 651729 | 2013 EB72                | 9 aprile 2002     | M. W. Buie, A. B. Jordan |
| 651730 | 2013 EC75                | 12 marzo 2002     | Spacewatch               |
| 651731 | 2013 EK75                | 7 marzo 2013      | Mount Lemmon Survey      |
| 651732 | 2013 EZ75                | 13 settembre 2007 | Mount Lemmon Survey      |
| 651733 | 2013 EK76                | 28 febbraio 2008  | Mount Lemmon Survey      |
| 651734 | 2013 EE78                | 8 marzo 2013      | Pan-STARRS               |
| 651735 | 2013 EX79                | 24 ottobre 2011   | Pan-STARRS               |
| 651736 | 2013 EC82                | 8 marzo 2013      | Pan-STARRS               |
| 651737 | 2013 EK82                | 5 marzo 2013      | Spacewatch               |
| 651738 | 2013 EW82                | 26 luglio 2003    | NEAT                     |
| 651739 | 2013 EM83                | 9 aprile 2002     | NEAT                     |
| 651740 | 2013 EM86                | 14 aprile 2002    | NEAT                     |
| 651741 | 2013 ED88                | 14 marzo 2002     | LONEOS                   |
| 651742 | 2013 EU91                | 15 settembre 2006 | Spacewatch               |
| 651743 | 2013 EY91                | 14 marzo 2004     | NEAT                     |
| 651744 | 2013 EC93                | 14 febbraio 2013  | Pan-STARRS               |
| 651745 | 2013 EM97                | 8 marzo 2013      | Pan-STARRS               |
| 651746 | 2013 EC107               | 16 dicembre 2007  | Osservatorio Lulin       |
| 651747 | 2013 ED115               | 13 dicembre 2006  | Mount Lemmon Survey      |
| 651748 | 2013 ES117               | 11 aprile 2002    | NEAT                     |
| 651749 | 2013 EB119               | 5 marzo 2013      | Mount Lemmon Survey      |
| 651750 | 2013 ET121               | 15 marzo 2013     | Mount Lemmon Survey      |
| 651751 | 2013 EX125               | 23 febbraio 2007  | Spacewatch               |
| 651752 | 2013 EA127               | 20 aprile 2009    | Spacewatch               |
| 651753 | 2013 EJ127               | 10 marzo 2007     | Mount Lemmon Survey      |
| 651754 | 2013 EK131               | 14 febbraio 2013  | Spacewatch               |
| 651755 | 2013 EZ133               | 20 dicembre 2007  | Spacewatch               |
| 651756 | 2013 EG140               | 5 febbraio 2013   | Mount Lemmon Survey      |
| 651757 | 2013 EH141               | 18 gennaio 2013   | Mount Lemmon Survey      |
| 651758 | 2013 EA146               | 7 settembre 2008  | Mount Lemmon Survey      |
| 651759 | 2013 EN158               | 27 febbraio 2009  | Spacewatch               |
| 651760 | 2013 EK159               | 27 luglio 2014    | Pan-STARRS               |
| 651761 | 2013 EW163               | 5 marzo 2013      | Pan-STARRS               |
| 651762 | 2013 EB175               | 2 marzo 2013      | Mount Lemmon Survey      |
| 651763 | 2013 EJ176               | 5 marzo 2013      | Mount Lemmon Survey      |
| 651764 | 2013 FN                  | 13 agosto 2010    | Spacewatch               |
| 651765 | 2013 FM5                 | 8 marzo 2013      | G. Hug                   |
| 651766 | 2013 FQ14                | 4 maggio 2002     | NEAT                     |
| 651767 | 2013 FY20                | 5 marzo 2013      | Pan-STARRS               |
| 651768 | 2013 FT29                | 10 maggio 2004    | Spacewatch               |
| 651769 | 2013 FZ29                | 13 marzo 2003     | Spacewatch               |
| 651770 | 2013 FD30                | 18 marzo 2009     | Spacewatch               |
| 651771 | 2013 FT30                | 31 marzo 2013     | Mount Lemmon Survey      |
| 651772 | 2013 FG37                | 17 marzo 2013     | Mount Lemmon Survey      |
| 651773 | 2013 GA2                 | 6 ottobre 2004    | Spacewatch               |
| 651774 | 2013 GT3                 | 24 febbraio 2009  | Spacewatch               |
| 651775 | 2013 GX6                 | 21 aprile 2002    | Spacewatch               |
| 651776 | 2013 GJ10                | 1 marzo 2009      | Mount Lemmon Survey      |
| 651777 | 2013 GQ13                | 16 febbraio 2002  | A. C. Becker             |
| 651778 | 2013 GM14                | 24 ottobre 2011   | Spacewatch               |
| 651779 | 2013 GE18                | 3 maggio 2006     | J. Broughton             |
| 651780 | 2013 GG27                | 7 marzo 2013      | Spacewatch               |
| 651781 | 2013 GX27                | 13 marzo 2013     | PTF                      |
| 651782 | 2013 GX28                | 13 marzo 2013     | Pan-STARRS               |
| 651783 | 2013 GD29                | 28 ottobre 2005   | Mount Lemmon Survey      |
| 651784 | 2013 GY29                | 26 settembre 2003 | SDSS Collaboration       |
| 651785 | 2013 GN36                | 1 ottobre 2005    | Mount Lemmon Survey      |
| 651786 | 2013 GW39                | 31 gennaio 2003   | NEAT                     |
| 651787 | 2013 GL49                | 18 febbraio 2004  | Spacewatch               |
| 651788 | 2013 GJ51                | 11 novembre 2010  | Mount Lemmon Survey      |
| 651789 | 2013 GQ51                | 18 novembre 2006  | Mount Lemmon Survey      |
| 651790 | 2013 GT51                | 19 ottobre 2011   | Mount Lemmon Survey      |
| 651791 | 2013 GX53                | 10 aprile 2013    | Pan-STARRS               |
| 651792 | 2013 GJ57                | 18 marzo 2013     | PTF                      |
| 651793 | 2013 GF64                | 26 agosto 2003    | Cerro Tololo Obs.        |
| 651794 | 2013 GL67                | 31 maggio 2008    | Spacewatch               |
| 651795 | 2013 GU67                | 20 agosto 2001    | Cerro Tololo Obs.        |
| 651796 | 2013 GJ68                | 20 ottobre 2006   | L. H. Wasserman          |
| 651797 | 2013 GZ71                | 21 gennaio 2002   | NEAT                     |
| 651798 | 2013 GF73                | 11 aprile 2002    | NEAT                     |
| 651799 | 2013 GX74                | 10 aprile 2013    | PTF                      |
| 651800 | 2013 GB82                | 16 marzo 2013     | CSS                      |

## 651801–651900
| Nome   | Designazione provvisoria | Data di scoperta  | Scopritore                          |
| ------ | ------------------------ | ----------------- | ----------------------------------- |
| 651801 | 2013 GM85                | 12 maggio 2007    | Mount Lemmon Survey                 |
| 651802 | 2013 GW86                | 14 aprile 2013    | Mount Lemmon Survey                 |
| 651803 | 2013 GQ87                | 7 maggio 2008     | Spacewatch                          |
| 651804 | 2013 GZ92                | 29 aprile 2006    | SSS                                 |
| 651805 | 2013 GO97                | 7 febbraio 2003   | C. Barbieri                         |
| 651806 | 2013 GO101               | 9 marzo 2007      | NEAT                                |
| 651807 | 2013 GD102               | 17 ottobre 2010   | Mount Lemmon Survey                 |
| 651808 | 2013 GD103               | 30 gennaio 2004   | Spacewatch                          |
| 651809 | 2013 GO103               | 14 febbraio 2005  | Spacewatch                          |
| 651810 | 2013 GH104               | 18 febbraio 2013  | Mount Lemmon Survey                 |
| 651811 | 2013 GT105               | 26 agosto 2005    | LONEOS                              |
| 651812 | 2013 GO107               | 7 aprile 2013     | Mount Lemmon Survey                 |
| 651813 | 2013 GV112               | 22 settembre 2003 | Spacewatch                          |
| 651814 | 2013 GV113               | 1 febbraio 2005   | CSS                                 |
| 651815 | 2013 GQ119               | 5 ottobre 2004    | Spacewatch                          |
| 651816 | 2013 GA122               | 13 gennaio 2005   | Spacewatch                          |
| 651817 | 2013 GC127               | 4 maggio 2009     | Mount Lemmon Survey                 |
| 651818 | 2013 GL128               | 3 aprile 2013     | PTF                                 |
| 651819 | 2013 GS130               | 22 maggio 2006    | SSS                                 |
| 651820 | 2013 GJ131               | 13 aprile 2013    | PTF                                 |
| 651821 | 2013 GO131               | 5 aprile 2013     | PTF                                 |
| 651822 | 2013 GJ133               | 18 ottobre 2003   | NEAT                                |
| 651823 | 2013 GO133               | 13 ottobre 1999   | SDSS Collaboration                  |
| 651824 | 2013 GP133               | 2 aprile 2013     | Mount Lemmon Survey                 |
| 651825 | 2013 GQ138               | 1 aprile 2013     | Spacewatch                          |
| 651826 | 2013 GY139               | 15 aprile 2013    | Pan-STARRS                          |
| 651827 | 2013 GG146               | 13 aprile 2013    | Pan-STARRS                          |
| 651828 | 2013 GT151               | 10 aprile 2013    | Mount Lemmon Survey                 |
| 651829 | 2013 GE152               | 2 aprile 2013     | Mount Lemmon Survey                 |
| 651830 | 2013 GD156               | 10 aprile 2013    | Pan-STARRS                          |
| 651831 | 2013 GU157               | 10 aprile 2013    | Pan-STARRS                          |
| 651832 | 2013 GZ158               | 9 aprile 2013     | Pan-STARRS                          |
| 651833 | 2013 GA159               | 10 aprile 2013    | Pan-STARRS                          |
| 651834 | 2013 GJ165               | 12 aprile 2013    | Pan-STARRS                          |
| 651835 | 2013 HF4                 | 4 aprile 2013     | Pan-STARRS                          |
| 651836 | 2013 HF5                 | 11 aprile 2013    | C. Rinner                           |
| 651837 | 2013 HF10                | 14 aprile 2013    | PTF                                 |
| 651838 | 2013 HY10                | 18 gennaio 2012   | Spacewatch                          |
| 651839 | 2013 HC14                | 6 settembre 2010  | Osservatorio astronomico di Maiorca |
| 651840 | 2013 HX14                | 19 settembre 2001 | Spacewatch                          |
| 651841 | 2013 HU15                | 7 settembre 2004  | LINEAR                              |
| 651842 | 2013 HP22                | 27 novembre 2010  | Mount Lemmon Survey                 |
| 651843 | 2013 HW25                | 15 maggio 2009    | Mount Lemmon Survey                 |
| 651844 | 2013 HC29                | 16 aprile 2013    | CTIO-DECam                          |
| 651845 | 2013 HS31                | 16 febbraio 2002  | NEAT                                |
| 651846 | 2013 HT40                | 26 marzo 2008     | Mount Lemmon Survey                 |
| 651847 | 2013 HV51                | 17 ottobre 2010   | Mount Lemmon Survey                 |
| 651848 | 2013 HT52                | 11 ottobre 2010   | Mount Lemmon Survey                 |
| 651849 | 2013 HU56                | 16 aprile 2013    | CTIO-DECam                          |
| 651850 | 2013 HR62                | 29 dicembre 2011  | Mount Lemmon Survey                 |
| 651851 | 2013 HK66                | 16 aprile 2013    | CTIO-DECam                          |
| 651852 | 2013 HL74                | 16 aprile 2013    | CTIO-DECam                          |
| 651853 | 2013 HW81                | 9 aprile 2013     | Pan-STARRS                          |
| 651854 | 2013 HF83                | 27 agosto 2009    | Osservatorio astronomico di Maiorca |
| 651855 | 2013 HY83                | 26 ottobre 2006   | Osservatorio Lulin                  |
| 651856 | 2013 HD87                | 9 febbraio 2008   | Spacewatch                          |
| 651857 | 2013 HJ94                | 16 aprile 2013    | CTIO-DECam                          |
| 651858 | 2013 HG99                | 9 aprile 2013     | Pan-STARRS                          |
| 651859 | 2013 HL103               | 29 settembre 2005 | Mount Lemmon Survey                 |
| 651860 | 2013 HV132               | 26 gennaio 2012   | Mount Lemmon Survey                 |
| 651861 | 2013 HP157               | 16 aprile 2013    | Pan-STARRS                          |
| 651862 | 2013 HW157               | 16 febbraio 2012  | Pan-STARRS                          |
| 651863 | 2013 HL158               | 21 aprile 2013    | Pan-STARRS                          |
| 651864 | 2013 HA162               | 17 aprile 2013    | Pan-STARRS                          |
| 651865 | 2013 HR163               | 19 aprile 2013    | Pan-STARRS                          |
| 651866 | 2013 HQ165               | 18 aprile 2013    | Mount Lemmon Survey                 |
| 651867 | 2013 JV5                 | 4 maggio 2013     | Pan-STARRS                          |
| 651868 | 2013 JL7                 | 9 marzo 2005      | Mount Lemmon Survey                 |
| 651869 | 2013 JW10                | 13 aprile 2013    | Pan-STARRS                          |
| 651870 | 2013 JK15                | 10 maggio 2013    | Pan-STARRS                          |
| 651871 | 2013 JE23                | 11 marzo 2005     | Spacewatch                          |
| 651872 | 2013 JE33                | 10 aprile 2013    | Mount Lemmon Survey                 |
| 651873 | 2013 JL37                | 11 marzo 2007     | Spacewatch                          |
| 651874 | 2013 JD50                | 19 gennaio 2005   | Spacewatch                          |
| 651875 | 2013 JQ50                | 12 aprile 2013    | Pan-STARRS                          |
| 651876 | 2013 JU59                | 28 settembre 2009 | Mount Lemmon Survey                 |
| 651877 | 2013 JC60                | 21 ottobre 2006   | Mount Lemmon Survey                 |
| 651878 | 2013 JD76                | 12 maggio 2013    | Mount Lemmon Survey                 |
| 651879 | 2013 JK80                | 15 maggio 2013    | Pan-STARRS                          |
| 651880 | 2013 JZ80                | 11 novembre 2004  | Spacewatch                          |
| 651881 | 2013 KO                  | 5 agosto 2005     | NEAT                                |
| 651882 | 2013 KR4                 | 16 maggio 2013    | Mount Lemmon Survey                 |
| 651883 | 2013 KZ11                | 24 settembre 2004 | Spacewatch                          |
| 651884 | 2013 KZ16                | 11 giugno 2005    | D. Healy                            |
| 651885 | 2013 KO21                | 16 maggio 2013    | Pan-STARRS                          |
| 651886 | 2013 LN4                 | 19 ottobre 2003   | Spacewatch                          |
| 651887 | 2013 LQ17                | 18 agosto 2009    | Spacewatch                          |
| 651888 | 2013 LY30                | 16 maggio 2013    | Mount Lemmon Survey                 |
| 651889 | 2013 LV42                | 7 giugno 2013     | Pan-STARRS                          |
| 651890 | 2013 LE43                | 5 giugno 2013     | Mount Lemmon Survey                 |
| 651891 | 2013 MU3                 | 14 giugno 2005    | Mount Lemmon Survey                 |
| 651892 | 2013 MP10                | 30 giugno 2013    | Pan-STARRS                          |
| 651893 | 2013 MU11                | 31 luglio 2009    | CSS                                 |
| 651894 | 2013 ME13                | 20 giugno 2013    | Pan-STARRS                          |
| 651895 | 2013 MU13                | 16 febbraio 2012  | Pan-STARRS                          |
| 651896 | 2013 MD18                | 18 giugno 2013    | Pan-STARRS                          |
| 651897 | 2013 MF18                | 18 giugno 2013    | Pan-STARRS                          |
| 651898 | 2013 MH19                | 30 giugno 2013    | Pan-STARRS                          |
| 651899 | 2013 ML20                | 30 giugno 2013    | Pan-STARRS                          |
| 651900 | 2013 MO20                | 18 giugno 2013    | Pan-STARRS                          |

## 651901–652000
| Nome   | Designazione provvisoria | Data di scoperta  | Scopritore                 |
| ------ | ------------------------ | ----------------- | -------------------------- |
| 651901 | 2013 NB5                 | 22 aprile 2007    | CSS                        |
| 651902 | 2013 NE13                | 26 febbraio 2012  | Pan-STARRS                 |
| 651903 | 2013 NW15                | 9 luglio 2013     | Pan-STARRS                 |
| 651904 | 2013 NF17                | 31 agosto 2000    | Spacewatch                 |
| 651905 | 2013 NM17                | 6 agosto 2005     | NEAT                       |
| 651906 | 2013 NW18                | 6 novembre 2005   | Spacewatch                 |
| 651907 | 2013 NW19                | 24 maggio 2001    | SDSS Collaboration         |
| 651908 | 2013 NT23                | 15 luglio 2013    | Pan-STARRS                 |
| 651909 | 2013 NO24                | 1 luglio 2013     | Pan-STARRS                 |
| 651910 | 2013 NB25                | 20 giugno 2013    | Pan-STARRS                 |
| 651911 | 2013 NP25                | 14 luglio 2013    | Pan-STARRS                 |
| 651912 | 2013 NT25                | 14 luglio 2013    | Pan-STARRS                 |
| 651913 | 2013 NF27                | 14 luglio 2013    | Pan-STARRS                 |
| 651914 | 2013 NJ27                | 20 giugno 2013    | Mount Lemmon Survey        |
| 651915 | 2013 NR32                | 20 settembre 2009 | Spacewatch                 |
| 651916 | 2013 NT32                | 15 luglio 2013    | Pan-STARRS                 |
| 651917 | 2013 NF42                | 2 luglio 2013     | Pan-STARRS                 |
| 651918 | 2013 NU47                | 13 luglio 2013    | Pan-STARRS                 |
| 651919 | 2013 NL52                | 15 luglio 2013    | Pan-STARRS                 |
| 651920 | 2013 NO57                | 13 agosto 2004    | Cerro Tololo Obs.          |
| 651921 | 2013 NL59                | 6 luglio 2013     | Pan-STARRS                 |
| 651922 | 2013 NR67                | 14 luglio 2013    | Pan-STARRS                 |
| 651923 | 2013 NE71                | 30 settembre 2009 | Mount Lemmon Survey        |
| 651924 | 2013 ON6                 | 28 luglio 2013    | Pan-STARRS                 |
| 651925 | 2013 OM8                 | 9 novembre 2007   | Mount Lemmon Survey        |
| 651926 | 2013 OS8                 | 28 luglio 2013    | Pan-STARRS                 |
| 651927 | 2013 OJ12                | 17 settembre 2009 | Mount Lemmon Survey        |
| 651928 | 2013 PE                  | 20 febbraio 2012  | Pan-STARRS                 |
| 651929 | 2013 PJ4                 | 11 ottobre 2006   | NEAT                       |
| 651930 | 2013 PV7                 | 24 ottobre 2005   | Spacewatch                 |
| 651931 | 2013 PY11                | 5 agosto 2013     | A. Oreshko                 |
| 651932 | 2013 PS12                | 27 ottobre 2003   | LONEOS                     |
| 651933 | 2013 PJ16                | 8 giugno 2013     | Mount Lemmon Survey        |
| 651934 | 2013 PD20                | 9 agosto 2013     | Spacewatch                 |
| 651935 | 2013 PK21                | 21 marzo 2006     | Mount Lemmon Survey        |
| 651936 | 2013 PJ24                | 17 novembre 2009  | Mount Lemmon Survey        |
| 651937 | 2013 PV27                | 3 novembre 2004   | Spacewatch                 |
| 651938 | 2013 PS31                | 28 agosto 2006    | CSS                        |
| 651939 | 2013 PQ32                | 22 settembre 2009 | Mount Lemmon Survey        |
| 651940 | 2013 PX35                | 5 agosto 2013     | ESA OGS                    |
| 651941 | 2013 PH36                | 30 settembre 2005 | Spacewatch                 |
| 651942 | 2013 PC37                | 2 dicembre 2010   | Mount Lemmon Survey        |
| 651943 | 2013 PL44                | 8 agosto 2013     | Pan-STARRS                 |
| 651944 | 2013 PR45                | 15 luglio 2013    | Pan-STARRS                 |
| 651945 | 2013 PX46                | 20 giugno 2013    | Pan-STARRS                 |
| 651946 | 2013 PN50                | 13 aprile 2004    | NEAT                       |
| 651947 | 2013 PS52                | 25 dicembre 2005  | Mount Lemmon Survey        |
| 651948 | 2013 PV54                | 9 agosto 2013     | Pan-STARRS                 |
| 651949 | 2013 PT55                | 5 febbraio 2011   | Pan-STARRS                 |
| 651950 | 2013 PD63                | 5 novembre 2007   | Spacewatch                 |
| 651951 | 2013 PY78                | 9 agosto 2013     | Spacewatch                 |
| 651952 | 2013 PU81                | 14 agosto 2013    | Pan-STARRS                 |
| 651953 | 2013 PD83                | 15 agosto 2013    | Pan-STARRS                 |
| 651954 | 2013 PY98                | 14 agosto 2013    | Pan-STARRS                 |
| 651955 | 2013 PQ100               | 15 agosto 2013    | Pan-STARRS                 |
| 651956 | 2013 PX100               | 15 agosto 2013    | Pan-STARRS                 |
| 651957 | 2013 PZ100               | 15 agosto 2013    | Pan-STARRS                 |
| 651958 | 2013 PG106               | 1 agosto 2013     | Pan-STARRS                 |
| 651959 | 2013 PY121               | 27 aprile 2012    | Pan-STARRS                 |
| 651960 | 2013 PO123               | 9 agosto 2013     | Pan-STARRS                 |
| 651961 | 2013 PK125               | 9 agosto 2013     | Spacewatch                 |
| 651962 | 2013 QJ7                 | 6 agosto 2002     | NEAT                       |
| 651963 | 2013 QX18                | 9 agosto 2013     | Pan-STARRS                 |
| 651964 | 2013 QL25                | 4 ottobre 2006    | Mount Lemmon Survey        |
| 651965 | 2013 QT27                | 14 settembre 2007 | Spacewatch                 |
| 651966 | 2013 QU30                | 29 agosto 2013    | Pan-STARRS                 |
| 651967 | 2013 QW30                | 19 settembre 2003 | AMOS                       |
| 651968 | 2013 QG33                | 12 agosto 2013    | Pan-STARRS                 |
| 651969 | 2013 QQ37                | 27 agosto 2013    | Pan-STARRS                 |
| 651970 | 2013 QY37                | 29 ottobre 2005   | Spacewatch                 |
| 651971 | 2013 QB38                | 20 giugno 2013    | Pan-STARRS                 |
| 651972 | 2013 QG40                | 10 agosto 2013    | Spacewatch                 |
| 651973 | 2013 QS40                | 30 luglio 2013    | Spacewatch                 |
| 651974 | 2013 QK44                | 22 ottobre 2009   | Mount Lemmon Survey        |
| 651975 | 2013 QJ45                | 26 aprile 2008    | Spacewatch                 |
| 651976 | 2013 QY46                | 25 settembre 2005 | P. De Cat                  |
| 651977 | 2013 QY50                | 25 febbraio 2011  | Mount Lemmon Survey        |
| 651978 | 2013 QR51                | 11 agosto 2013    | PTF                        |
| 651979 | 2013 QR58                | 5 aprile 2003     | Spacewatch                 |
| 651980 | 2013 QY59                | 26 agosto 2013    | Pan-STARRS                 |
| 651981 | 2013 QP61                | 16 marzo 2012     | Mount Lemmon Survey        |
| 651982 | 2013 QD65                | 30 luglio 2008    | Mount Lemmon Survey        |
| 651983 | 2013 QA71                | 1 dicembre 2005   | L. H. Wasserman, R. Millis |
| 651984 | 2013 QS71                | 26 agosto 2013    | Pan-STARRS                 |
| 651985 | 2013 QS72                | 26 agosto 2013    | Pan-STARRS                 |
| 651986 | 2013 QO73                | 24 maggio 2006    | Mount Lemmon Survey        |
| 651987 | 2013 QL78                | 12 gennaio 2008   | Spacewatch                 |
| 651988 | 2013 QN86                | 25 settembre 2009 | Spacewatch                 |
| 651989 | 2013 QJ89                | 27 agosto 2013    | Pan-STARRS                 |
| 651990 | 2013 QP91                | 29 agosto 2013    | Pan-STARRS                 |
| 651991 | 2013 QQ91                | 25 settembre 2008 | Spacewatch                 |
| 651992 | 2013 QH95                | 25 agosto 2003    | NEAT                       |
| 651993 | 2013 QS95                | 12 agosto 2013    | Pan-STARRS                 |
| 651994 | 2013 QM100               | 28 agosto 2013    | Mount Lemmon Survey        |
| 651995 | 2013 QY100               | 26 agosto 2013    | Pan-STARRS                 |
| 651996 | 2013 QV102               | 29 agosto 2013    | Pan-STARRS                 |
| 651997 | 2013 RY2                 | 20 aprile 2012    | Spacewatch                 |
| 651998 | 2013 RE5                 | 15 settembre 2004 | Spacewatch                 |
| 651999 | 2013 RF8                 | 31 gennaio 2006   | Spacewatch                 |
| 652000 | 2013 RG9                 | 29 ottobre 2005   | CSS                        |